# Hynobius takedai
Espèce
Statut de conservation UICN

 EN B1ab(iii) : En danger
Hynobius takedai est une espèce d'urodèles de la famille des Hynobiidae.

## Répartition
Cette espèce est endémique de Honshū au Japon. Elle se rencontre dans les préfectures de Ishikawa et de Toyama.

## Description
Hynobius takedai mesure de 52 à 67 mm sans la queue et de 98 à 124 mm de longueur totale.

## Étymologie
Cette espèce est nommée en l'honneur de Toshio Takeda.

## Publication originale
- Matsui & Miyazaki, 1984 : Hynobius takedai (Amphibia, Urodela), a new species of salamander from Japan. Zoological Science. Tokyo, vol. 1, no 4, p. 665-671 (texte intégral).